# Paul G. A. H. Voigt
Paul Gustavus Adolphus Helmuth Voigt (* 9. Dezember 1901 in London; † 9. Februar 1981 in Brighton (Ontario)) war ein englischer Erfinder und Audio-Pionier.
Seine deutschen Eltern waren Ende des 19. Jahrhunderts nach England immigriert. 
Er studierte am Dulwich College und University College London und erwarb 1922 seinen Bachelor of Science in Elektrotechnik. Schon 1920 hatte er seinen ersten Artikel in der Wireless World veröffentlicht. 
Danach begann er bei der J. E. Hough, Ltd., Edison Bell Works (vgl. The Winner Records), wo er hauptsächlich an der Radiotechnik arbeitete. Daneben entwickelte er Mikrofone, Verstärker, Übertrager, Tonabnehmer und Lautsprecher. Bei Edison Bell begann er mit der Entwicklung seines Traktrix-Horns für Kinos. 
Nachdem Edison Bell infolge der Wirtschaftskrise 1932 von Decca übernommen war, gründete er 1933 in Sydenham, London, seine eigene Firma Voigt Patents Ltd., in der er weiter Kino-Lautsprecher, Moving-Coil-Tonabnehmer und ein Eckhorn entwickelte. 
1934 traf er (Oliver Peter?) O. P. Lowther von der Lowther Manufacturing Company Ltd., mit der er künftig zusammenarbeitete und 1936 das Lowther-Voigt Radio herausgab. 
Nach dem Zweiten Weltkrieg standen neue Permanentmagnete zur Verfügung und er entwickelte einen Lautsprecher mit einem magnetischen Fluss von 2,3 Tesla im Luftspalt. 
1946 zählte er zu den ersten Mitgliedern der British Kinematography Society. 
Wegen seiner deutschen Abstammung bekam er in England Probleme. 1950 verkaufte er sein Unternehmen an Lowther und siedelte um nach Toronto. Sein neues Unternehmen blieb infolge des Koreakriegs erfolglos und er unterrichtete Elektronik. 1960 zog er nach Ottawa, wo er für die Kanadische Regierung an Radio Regulations arbeitete, bis er 1969 in Rente ging. 
Er erhielt 32 britische Patente.